# Escudo de San Tirso de Abres

Escudo de San Tirso de Abres.

El escudo de San Tirso de Abres, un concejo del Principado de Asturias, es cuartelado.
- El primer cuartel, nos muestra, sobre campo de azur, la Cruz de los Ángeles, en clara representación de su dependencia de la mitra ovetense.
- El segundo cuartel, en campo de gules nos muestra un castillo almenado del que sale un águila surmontado del cuerno de la abundancia y que se refiere a la antigua pertenencia a Castropol.
- El tercer cuartel, aparece una cabeza de lobo con la boca abierta (en otros aparece la cabeza ensangrentada) y representa al señorío de Altamira.
- El cuarto cuartel nos muestra, sobre campo de azur, un brazo de monje que sostiene un báculo de oro flanqueado por dos flores de lis. En la parte inferior representa una cruz y una mitra de oro. Este cuarto se refiere al monasterio de Meira.

Hay que decir que en la actualidad el ayuntamiento utiliza este escudo, que fue inventado por Octavio Bellmunt y Fermín Canella para ilustrar su obra "Asturias", pero con la particularidad de que utiliza una corona real en vez de la del príncipe.
- Datos: Q5838276